# Alenka Župančičová
Alenka Župančičová (Alenka Župančič Žerdin; * 1. dubna 1966, Lublaň, SFRJ) je slovinská filozofka, která se zabývá problematikou teorie psychoanalýzy. Spolu s Mladenem Dolarem a Slavojem Žižkem pomohla k popularizaci politicky interpretované lacanovské psychoanalýzy v Evropě a Severní Americe.
Župančičová zakončila své studium na Univerzitě v Lublani v roce 1990. Poté studovala postgraduální program na univerzitě v Nové Gorici. V současné době pracuje jako výzkumnice na Institutu filozofie SAZU. Patří k tzv. Lublaňské psychoanalytické škole, která je známá klíčovým vlivem psychoanalýzy podle Jacquese Lacana. Její práce se zabývaly problematikou etiky, literatury, komedie a lásky. Věnuje se rovněž i myšlenkám filozofů, mezi které patří např. Friedrich Nietzsche, Immanuel Kant, Georg Wilhelm Friedrich Hegel a další.

## Publikace
- Ethics of the Real: Kant and Lacan (London: Verso, 2000).
- The Shortest Shadow: Nietzsche's Philosophy of the Two (Cambridge, Mass.; London: The MIT Press, 2003). ISBN 978-0-262-74026-5
- The Fifth Condition, [in:] Think Again. Alain Badiou and the Future of Philosophy (London: Continuum, 2004).
- The Odd One In: on Comedy, preface by Slavoj Žižek (Cambridge, Mass.; London: The MIT Press, 2007).
- Why Psychoanalysis: Three Interventions (Aarhus University Press, 2008)